# Centro Cultural Espacio Matta
El Centro Cultural Espacio Matta (CCEM) es un centro cultural localizado en la comuna de La Granja, en la zona sur de Santiago de Chile. Este espacio como obra arquitectónica se emplaza en torno al mural El primer gol del pueblo chileno realizado por el pintor chileno Roberto Matta junto a la Brigada Ramona Parra en 1971.

## Historia

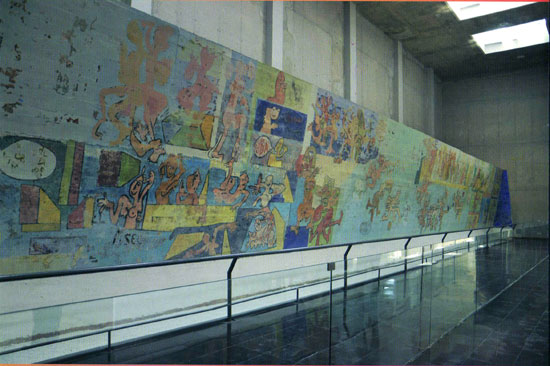
Mural El primer gol del pueblo chileno de Roberto Matta que da el nombre al centro cultural

La historia de este centro cultural se remonta a 1971 con la creación del mural El primer gol del pueblo chileno por Roberto Matta en conjunto con la Brigada Ramona Parra, en lo que originalmente fue la Piscina Municipal de La Granja, a un costado de la municipalidad. Fue pintado en conmemoración del primer aniversario del gobierno de Salvador Allende. Aquí sólo alcanzó a ser exhibido por tres años. 
Tras el golpe militar del 11 de septiembre de 1973 encabezado por el general Augusto Pinochet el mural de Matta fue cubierto de manera casi irreversible con varias capas de pintura, so pretexto de la destrucción de elementos y creaciones artísticas "que representaran al comunismo". Es por esto que el mural quedó en el olvido de las autoridades por largos años, hasta ya bien entrada la Democracia.

### Redescubrimiento del Mural de Matta
El 1 de abril de 2005, el alcalde de La Granja Claudio Arriagada invitó al restaurador Francisco González Lineros a evaluar la factibilidad de restauración del mural de Matta. Mediante análisis científicos, González pudo demostrar la posibilidad cierta de restauración en niveles adecuados para que en proyección, pudiese considerarse patrimonio artístico e histórico. Con los resultados sobre la mesa, el alcalde junto al consejo municipal aprobaron un primer aporte por medio de una subvención municipal para contratar la restauración del mural de Matta por medio de la Corporación Cultural de La Granja. Posteriormente, el Gobierno Regional Metropolitano de Santiago aprobó por simple mayoría un proyecto para complementar el trabajo de restauración del Mural.
Se realizó una profunda investigación que incluía a exintegrantes de la BRP, amigos de Matta, artistas de la época, e incluso con Manuel Ureta, la persona que tuvo la obligación de ocultar el mural. La restauración se llevó a cabo entre agosto de 2005 y abril de 2007, logrando un 95 % de visualidad (65 % original, 30 % reintegrado cromáticamente y sólo 5 % se perdió). El mural fue presentado públicamente por el alcalde Arriagada y las autoridades de la I. Municipalidad de La Granja, el 13 de septiembre de 2008 ante más de 2500 personas, entre las cuales estaba el escultor Sergio Castillo. La obra comprende de 24 metros de largo y alrededor de 5 metros de alto.

### Nace un nuevo polo cultural para la Zona Sur de Santiago
El mismo día de la presentación en sociedad del mural de Matta, se mostró también la maqueta del proyecto de construcción del lugar que conserva actualmente el mural: el Centro Cultural Espacio Matta (CCEM).
El año 2008 la consultora Atelier se adjudica a través de una licitación pública el desarrollo del proyecto "Centro Cultural Espacio Matta" en los espacios inmediatos al mural El primer gol del pueblo chileno. La propuesta arquitectónica logra poner en valor al bien patrimonial gracias a que se generan vistas hacia el mural desde distintos lugares del edificio. De esa forma, la actividad creativa, de exposición y de representación del Centro Cultural se ve acompañada en todo momento de la memoria y valor histórico que transmite la obra mural. 
El proyecto se construyó durante el año 2009 y principios de 2010, siendo inaugurado el día 3 de abril de 2010, en una ceremonia que contó con la presencia del entonces alcalde Claudio Arriagada y los entonces expresidentes Eduardo Frei Ruiz-Tagle y Michelle Bachelet, además de variadas personalidades locales y del mundo de la cultura.
Hoy 2019 podemos ver como se ha consolidado en las ofertas culturales de nuestro centro, teniendo como objetivo central "Todos y todas tienen el derecho a disfrutar  montajes de nivel profesional y gratuito para la comunidad". 
Este crecimiento y posicionamiento en estos últimos años, se debe a la gestión del alcalde Felipe Delpin como presidente de la corporación cultural de La Granja a la mano de su secretaria general Myriam Verdugo y su equipo de trabajo.

## Infraestructura
El centro cultural cuenta con una superficie construida total de 2.837 metros cuadrados. Cuenta con salas de música, danza, escultura, pintura, restaurant, cafetería, una sala de teatro con capacidad para 400 personas; todo esto coronado por el mural El primer gol del pueblo chileno de Roberto Matta . 

## Localización
El Centro Cultural Espacio Matta se ubica en Avenida Santa Rosa 9014, al costado de la Municipalidad de La Granja, a sólo pasos del cruce con Américo Vespucio, en el sector del Paradero 25 de Santa Rosa, comuna de La Granja.

### Transporte público
El centro cultural se encuentra a pocos metros al sur-oriente de la estación  Santa Rosa de la Línea 4A del Metro de Santiago.
Los recorridos de la Red Metropolitana de Movilidad que tienen paradas en el sector del metro Santa Rosa y que sirven de transporte al Espacio Matta son:
| Paradero                     | Recorridos |
| ---------------------------- | --- |
| Parada 1 / Metro Santa Rosa  | 118 (Maipú) - 211 (Nos) - E02 (Metro Lo Ovalle) - E16 (Fin del recorrido)                                                                  |
| Parada 2 / Metro Santa Rosa  | 216 (Vitacura) |
| Parada 3 / Metro Santa Rosa  | 205 (Santiago) - 205e (Santiago) - 207c (La Granja) - 207e (Mapocho) - 209 (Alameda) - 209e (Alameda) - 230 (Conchalí)                     |
| Parada 4 / Metro Santa Rosa  | 203 (Huechuraba) - 203e (Huechuraba) - 206 (Centro) - 206e (Centro) - 212 (Providencia) - G01 (Villa 4 de Septiembre)                      |
| Parada 5 / Metro Santa Rosa  | 206 (La Pintana) - 206e (La Pintana) - 212 (La Pintana) - 216 (Pablo de Rokha) - G01 (Paradero 21 Santa Rosa)                              |
| Parada 6 / Metro Santa Rosa  | 118 (Mall Plaza Vespucio) - 211 (La Florida) - E02 (Diego Portales) - G11 (Lo Blanco)                                                      |
| Parada 8 / Metro Santa Rosa  | 203 (La Pintana) - 203e (La Pintana) |
| Parada 10 / Metro Santa Rosa | E01 (Fin del recorrido) - E02 (Diego Portales)                                                                                             |
| Parada 11 / Metro Santa Rosa | E01 (Fin del recorrido) - E09 (Metro Elisa Correa) - E09 (Fin del recorrido) - E11 (Fin del recorrido) - E16 (Metro Plaza de Puente Alto)) |
| Parada 12 / Metro Santa Rosa | 205 (Puente Alto) - 205e (Puente Alto) - 207c (La Pintana) - 207e (La Pintana) - 209 (El Volcán) - 209e (El Volcán) - 230 (La Pintana)     |